# Köseli, Çiçekdağı
Köseli là một thị trấn thuộc huyện Çiçekdağı, tỉnh Kırşehir, Thổ Nhĩ Kỳ. Dân số thời điểm năm 2010 là 3.092 người.